# Karl Joppich
Karl Joppich (* 6. Januar 1908 in Hoyerswerda; † 15. Juli 1940) war ein deutscher Fußballspieler.

## Karriere

### Vereine
Joppich, der als Kaufmann tätig war, gehörte von 1931 bis 1940 dem SV Hoyerswerda 1919 an, für den er in den vom Südostdeutschen Fußball-Verband durchgeführten Meisterschaften bis zum Ende der Saison 1932/33 in der A-Klasse Niederlausitz Punktspiele bestritt. Die Saison 1933/34 spielte er in der Gauliga Schlesien, in einer von zunächst 16, später auf 23 aufgestockten Gauligen zur Zeit des Nationalsozialismus als einheitlich höchste Spielklasse im Deutschen Reich. Am Ende seiner Premierensaison stieg er mit seiner Mannschaft als Neunter von zehn Mannschaften in die Bezirksklasse ab, in der er bis zu seinem frühen Ableben im Jahr 1940 aktiv gewesen ist. Im Januar selbigen Jahres war er noch als Spieler von Brabag Cottbus, Gewinner des Westlausitz-Pokals, in der Presse genannt worden.

### Auswahlmannschaften
Als Spieler der Auswahlmannschaft des Südostdeutschen Fußball-Verbandes nahm er am Wettbewerb um den Bundespokal teil. In der Saison 1931/32 wurde er eingesetzt und wusste am 18. Oktober 1931 in Breslau im Spiel gegen die Auswahlmannschaft des Westdeutschen Spiel-Verbandes zu überzeugen. Beim 3:0-Sieg über die Auswahlmannschaft mit den Schalker Stars Ernst Kuzorra und Fritz Szepan konnte er sich als dreifacher Torschütze – alle Tore in der ersten Halbzeit erzielt – auszeichnen. Das Halbfinalspiel verlor er mit seiner Auswahlmannschaft am 10. Januar 1932 in Hamburg mit 2:3 gegen den Gastgeber aus Norddeutschland, für den die HSV-Akteure Wilhelm Blunk, Albert Beier und Walter Risse das Schlussdreieck bildeten. In der Saison 1932/33 konnte er sich mit seinem Verein für die regionale Endrunde qualifizieren und belegte hinter dem Beuthener SuSV 09, Vorwärts-Rasensport Gleiwitz und dem Breslauer SC 08 den vierten Rang.
In der Saison 1934/35 kam er im Halbfinalspiel um den Bundespokal in der Auswahlmannschaft Berlin-Brandenburg zum Einsatz. Am 3. März 1935 siegte seine Mannschaft mit 1:0 über die Auswahlmannschaft Baden, wobei er auf Halbrechts stürmte und Erich Ballendat an seiner Seite auf Rechtsaußen das Siegtor erzielte.
Obwohl Joppich niemals ein Länderspiel bestritt (sondern bestritt, dass er eines bestritten habe), tauchte er lange Zeit in der offiziellen Liste der deutschen Fußballnationalspieler auf. In einem italienischen Online-Statistikweb erscheint er als Einwechselspieler für Stanislaus Kobierski in der 83. Minute beim 1:3 in Bologna gegen Italien am 1. Januar 1933. Das Fachblatt Kicker ist auf diese Aus- und Einwechselung mehrfach zurückgekommen, doch scheinen es weitere Quellen nicht zu bestätigen.
Zum 1. Mai 1937 trat Joppich der NSDAP bei (Mitgliedsnummer 4.016.979).